# Conciencia de derechos y deberes
La expresión deberes y derechos hace referencia al hecho de que las personas dentro de un [ordenamiento jurídico] deben saber cuáles son sus derechos  y cuales son sus deberes de acuerdo con las normas vigentes. Son reglas que proponen ciertas conductas y desalientan  otras consideradas incorrectas indeseables. 
La implementación del derecho depende en gran medida de esta conciencia. Sin ella es posible que las normas no pasen de ser frases en un papel a ser elementos reguladores de la conducta. La conciencia de derechos y deberes facilita la resolución de conflictos, evitando que muchos casos sean llevados a litigio; pues el hecho de que una de las partes del conflicto reconozca que tiene un deber, hace que esta parte esté dispuesta a ceder ante las pretensiones de la otra. De esta forma se consolidan poco a poco la nueva forma de convivir en sociedad. 